# Mycetophila uniseries
Mycetophila uniseries är en tvåvingeart som beskrevs av Freeman 1951. Mycetophila uniseries ingår i släktet Mycetophila och familjen svampmyggor. Inga underarter finns listade i Catalogue of Life.